# Stadtwerke Heilbronn
Die Stadtwerke Heilbronn GmbH wurden 2002 von der Stadt Heilbronn gegründet.
Die Stadtwerke Heilbronn verwalten und betreiben mehrere Parkflächen, Hallen- und Freibäder sowie das Eisstadion der Heilbronner Falken. Außerdem betreiben sie die Heilbronner Wasser- und Gasversorgung sowie die Industrie- und Hafenbahn im Hafen und im Industriegebiet Neckar.

## Verkehrsbetriebe Heilbronn
Die Verkehrsbetriebe Heilbronn betreiben ein Stadtbusnetz aus 19 Linien in der Stadt Heilbronn und der Gemeinde Flein, außerdem die Stadtbahn Heilbronn in der Innenstadt. Das Verkehrsunternehmen ging 1940 aus der ehemaligen Heilbronner Straßenbahn AG hervor, welche für die Straßenbahn Heilbronn (1897 bis 1955) zuständig war. Außerdem betrieben die Verkehrsbetriebe Heilbronn den Oberleitungsbus Heilbronn, er verkehrte von 1951 bis 1960.

### Stadtbuslinien
Die Stadtwerke Heilbronn betreiben ein dichtes Netz an Stadtbuslinien.
| Linien   | Verlauf | Betrieb                                          |
| -------- | --- | ------------------------------------------------ |
| 1        | (Westfriedhof –) Klingenberg – Böckingen – Hbf/Willy-Brandt-Platz – Rathaus – Harmonie – Pfühlpark – Rampachertal – Trappensee/Literaturhaus ( – Jägerhaus – Waldheide)                        | täglich                                          |
| 2        | Hochschule – Sontheim – Böckingen – Schanz Nord – Klinikum Heilbronn | täglich                                          |
| 5        | Böckingen – Hbf/Willy-Brandt-Platz – Rathaus – Harmonie – Europaplatz/Bildungscampus West – Industrieplatz                                                                                     | Mo–Fr                                            |
| 8        | (Biberach / Neckargartach –) Frankenbach – Schanz Nord – Hbf/Willy-Brandt-Platz – Zukunftspark – Containerterminal – Neckargartach – Böllinger Höfe                                            | HVZ Mo–Fr                                        |
| 10       | Frankenbach / Schanz Süd – Klinikum Heilbronn – Hbf/Willy-Brandt-Platz – Rathaus – Allee Post – Mönchseestraße/Landratsamt – Herbert-Hoover-Siedlung                                           | täglich                                          |
| 11       | Badener Hof – Friedhof – Mönchseestraße/Landratsamt – Allee Post – Harmonie – Pestalozzistraße/Technisches Schulzentrum – Schickhardtstraße                                                    | täglich                                          |
| 12       | Neckargartach – Europaplatz/Bildungscampus West – Harmonie – Rathaus – Hbf/Willy-Brandt-Platz – Zukunftspark – Neckargartach (Rundkurs in eine Richtung)                                       | täglich                                          |
| 13       | Allee Post – Rathaus – Hbf/Willy-Brandt-Platz – Berufsschulzentrum (Haselter) – Ziegeleipark – Westfriedhof                                                                                    | Mo–Sa                                            |
| 31 32 33 | Horkheim 31 / Sontheim 32 – Südbahnhof / Rosenberg – Allee Post – Harmonie – Industrieplatz – Großkraftwerk – Neckargartach – Kirchhausen via Biberach 31 / Frankenbach 32 / Böllinger Höfe 33 | täglich; Linie 33 nur HVZ Mo–Fr                  |
| 41 42    | Sontheim – Rosenberg – Allee Post – Harmonie – Europaplatz/Bildungscampus West – Klinikum Heilbronn (nur 42) – Kreuzgrund – Schanz Süd                                                         | Mo–Sa                                            |
| 61 62 64 | Flein, Gänsäcker 61 / Flein, Talheimer Straße 64 – Hochschule – Südbahnhof – Allee Post – Hbf/Willy-Brandt-Platz 64 – Schanz Nord – Frankenbach – Kirchhausen 61 / Böllinger Höfe 62           | Linie 61 täglich; Linie 62 Mo–Sa; Linie 64 Mo–Fr |
| B        | Harmonie – Paul-Göbel-Brücke – Wartberg | nur Sonntag von April bis Oktober                |
| FW1      | Horkheim – Sontheim – Südbahnhof – Herbert-Hoover-Siedlung – Schickhardtstraße – Harmonie – Rathaus – Hbf/Willy-Brandt-Platz                                                                   | Frühwagen                                        |
| FW2      | Neckargartach – Frankenbach – Böckingen – Hbf/Willy-Brandt-Platz | Frühwagen                                        |
| 670      | Massenbachhausen – Massenbach – Kirchhausen – Biberach – Böllinger Höfe – Klinikum Heilbronn (In Zusammenarbeit mit Müller Reisen aus Massenbachhausen)                                        | täglich                                          |
| buddy    | alle Haltestellen in Heilbronn und Flein (On-Demand-Verkehr, Buchung via App. Betrieb in Zusammenarbeit mit Taxi Unterland)                                                                    | Nächte auf Samstag, Sonntag und Feiertag         |

### Stadtbahnlinien
Folgende Stadtbahnlinien betreiben die Stadtwerke Heilbronn:
| Linien | Verlauf |
| ------ | --- |
| S 4    | (Karlsruhe – Bretten – Sulzfeld – Eppingen/Schwaigern) – Hbf/Willy-Brandt-Platz – Harmonie – Pfühlpark – (Weinsberg –/ Öhringen) |
| S 41   | Hbf/Willy-Brandt-Platz – Industrieplatz – Neckarsulm – Bad Friedrichshall – Gundelsheim – Mosbach-Neckarelz – Mosbach            |
| S 42   | Hbf/Willy-Brandt-Platz – Industrieplatz – Neckarsulm – Bad Friedrichshall – Bad Wimpfen – Bad Rappenau – Grombach – Sinsheim     |

## Parkflächen und Parkhäuser
Die Stadtwerke Heilbronn betreiben mehrere Parkflächen und Parkhäuser in und um Heilbronn.

### Parkhaus am Bollwerksturm
Das Parkhaus am Bollwerksturm (Cityparkhaus am Bollwerksturm) befindet sich direkt zwischen der Eishalle, dem Hallenbad Soleo und der Mannheimer Straße.
Seit Umbauten im Jahr 2015 besitzt das Parkhaus 327 Stellplätze: 7 Frauenparkplätze, 6 Behindertenparkplätze, 10 E-Ladestationen und 304 reguläre XXL Stellplätze.
Das Parkhaus ist täglich 24 Stunden geöffnet, verfügt über Aufzüge und wird Video überwacht.

### Parkflächen am Klinikum Gesundbrunnen
Die Parkflächen am SLK Klinikum Gesundbrunnen wurden 2019 erweitert und bieten seit dem 1244 Stellplätze: 27 Frauenparkplätze, 11 Behindertenparkplätze, 16 E-Ladestationen und 1190 reguläre Stellplätze.
Die Parkflächen sind täglich 24 Stunden geöffnet und sind Video überwacht.

### Parkplatz am Klinikum Plattenwald
Der Parkplatz am SLK Klinikum Plattenwald bietet 637 Stellplätze: 10 Behindertenparkplätze und 627 reguläre Stellplätze.
Der Parkplatz ist täglich 24 Stunden geöffnet.

### Parkplatz am Freibad Gesundbrunnen
Der Parkplatz am Freibad Gesundbrunnen befindet sich unterhalb des SLK Klinikums Heilbronn, neben dem Freibad Gesundbrunnen.
Der Parkplatz bietet 302 Stellplätze: 2 Behindertenparkplätze und 300 reguläre Stellplätze.
Dieser ist von 9:00 Uhr - 21:00 Uhr geöffnet und wird Video überwacht, außerdem parken Badebesucher kostenlos.

### Parkplatz Lohtorstraße
Der Parkplatz in der Lohtorstraße befindet sich hinter dem Heilbronner Rathaus und dem Kätchenhof.
Der frisch sanierte Parkplatz bietet 70 reguläre Stellplätze und 2 E-Ladestationen.
Der Parkplatz ist täglich 24 Stunden geöffnet und arbeitet mit einer Kennzeichenerfassung statt Parktickets.

## Heilbronner Bäder
Die Stadtwerke Heilbronn betreiben folgende Hallen- und Freibäder im Heilbronner Stadt- und Landkreis.
- Freizeit- und Solebad Soleo
- Hallenbad Biberach
- Freibad Neckarhalde
- Freibad Gesundbrunnen
- Freibad Kirchhausen

## Beteiligungen
Alleiniger Gesellschafter der Stadtwerke Heilbronn ist die Stadt Heilbronn. Die Stadtwerke sind Alleingesellschafter der Beteiligungsgesellschaft Stadt Heilbronn mbH und mit 74,9 % an der Heilbronner Versorgungs GmbH beteiligt. Die restlichen 25,1 % hält die EnBW.